# Hanomag

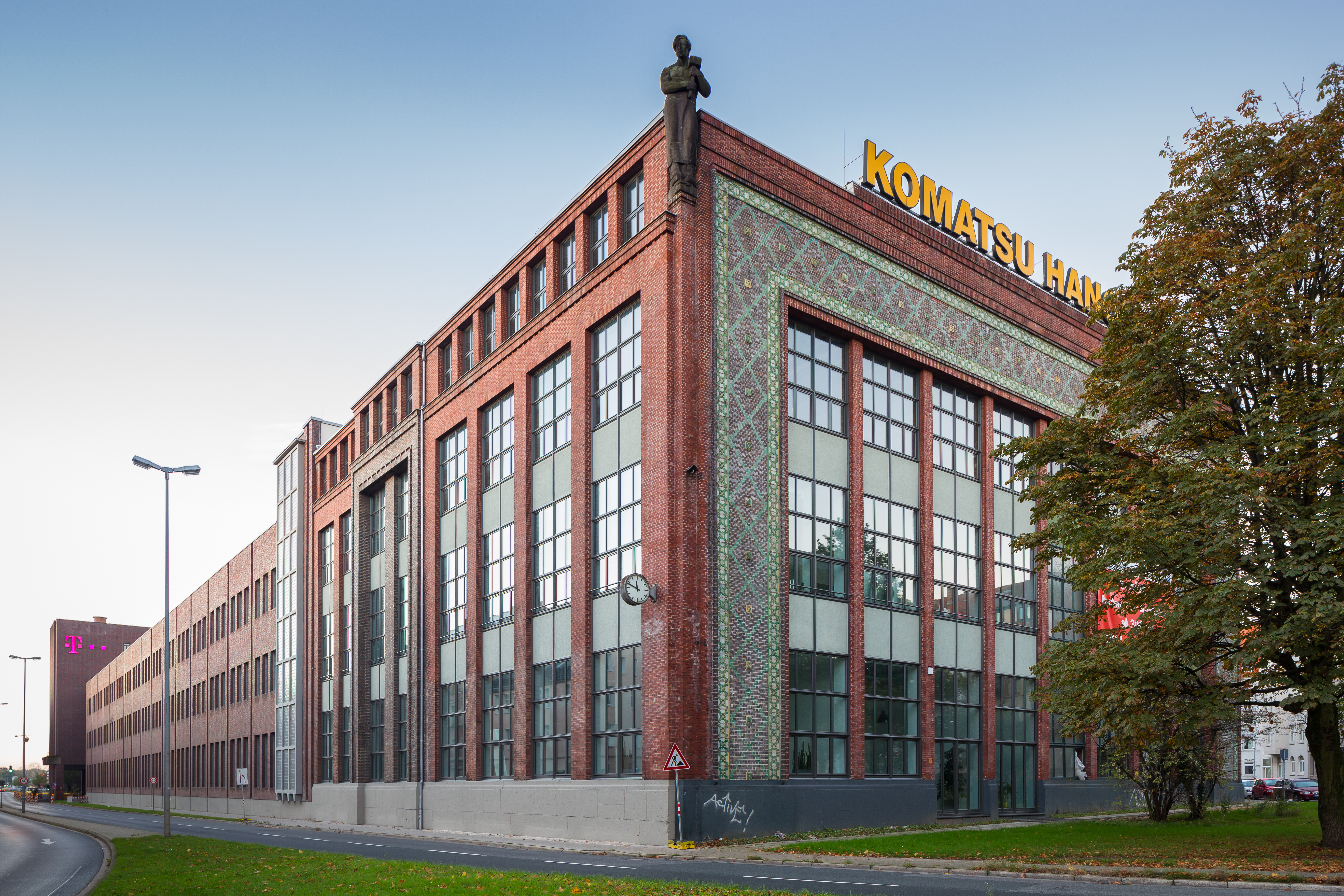
Hanomags tidigare fabrik i Hannover

Hanomag, Hannoversche Maschinenbau AG Hanomag, Hannover, Tyskland. Företaget grundades 1835 och tillverkade lok, militärfordon, anläggningsmaskiner, lastbilar, personbilar

## Historia

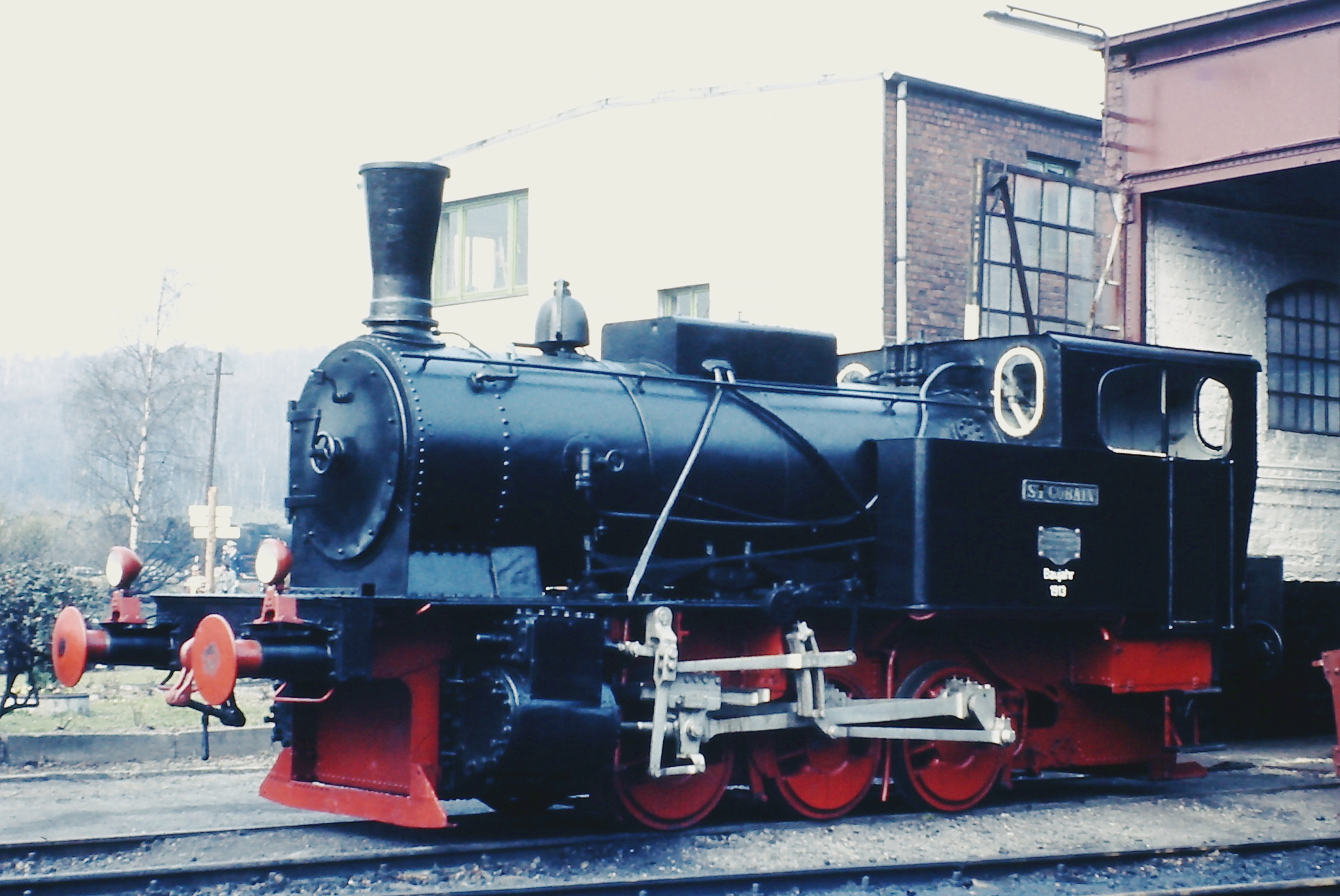
Hanomag 6825

Georg Egestorff grundade 6 juni 1835 Hanomag i Linden utanför Hannover som Eisen-Giesserey und Maschinenfabrik Georg Egestorff. 1868 köptes bolaget av Bethel Henry Strousberg. 1871 tog man namnet Hannoversche Maschinenbau AG vormals Georg Egestorff i samband med omvandlingen till aktiebolag. 1901 började bolaget använda förkortningen Hanomag för att förenkla.
1917 stod en ny fabriksbyggnad klar på Deisterplatz i Hannover. 1934 köptes aktiemajoriteten av Bochumer Verein och Hanomag kom därmed att ingå i Vereinigte Stahlwerke. I Tredje riket blev Hanomag en del av rustningsindustrin vilken fick stor betydelse för företaget. Tillsammans med Maschinenfabrik Niedersachsen Hannover G.m.b.H. (MNH) tillverkades pansarvagnar, tunga fälthaubitsar, järnvägskanoner och tung ammunition. Hanomag tillverkade även fordon för den tyska krigsmakten.
Arkitekten Emil Mewes skapade det nya byggnadskomplexet vid huvudentrén som började byggas 1938. 1952 tog Rheinstahl över Hanomag och bolaget hade fram till 1960-talet omkring 10 000 anställda. 1974 såldes Hanomag till Massey-Ferguson. 1980 tog Horst-Dieter Esch över bolaget och lade samman verksamheten med andra anläggningsmaskinstillverkare till IBH-Holding som 1983 gick i konkurs. 1989 togs Hanomag AG över av Komatsu.

## Produkter

### Lokomotiv och ångmaskiner
Hanomag utvecklades under 1800-talet till en av Europas största loktillverkare. 1846 levererade Hanomag Hannovers kungliga järnvägar dess första ånglokomotiv Ernst August. Kunder blev bland annat järnvägarna i Braunschweig och Kungariket Hannover. När Hannover hamnade under Preussen 1866 började bolaget leverera till Preussens statsjärnvägar. Bolaget kom också att ha betydande export till bland annat järnvägarna i Rumänien och Bulgarien.  Under 1920-talet började försäljningen gå sämre och 1931 tillverkades det sista loket hos Hanomag.

### Personbilar

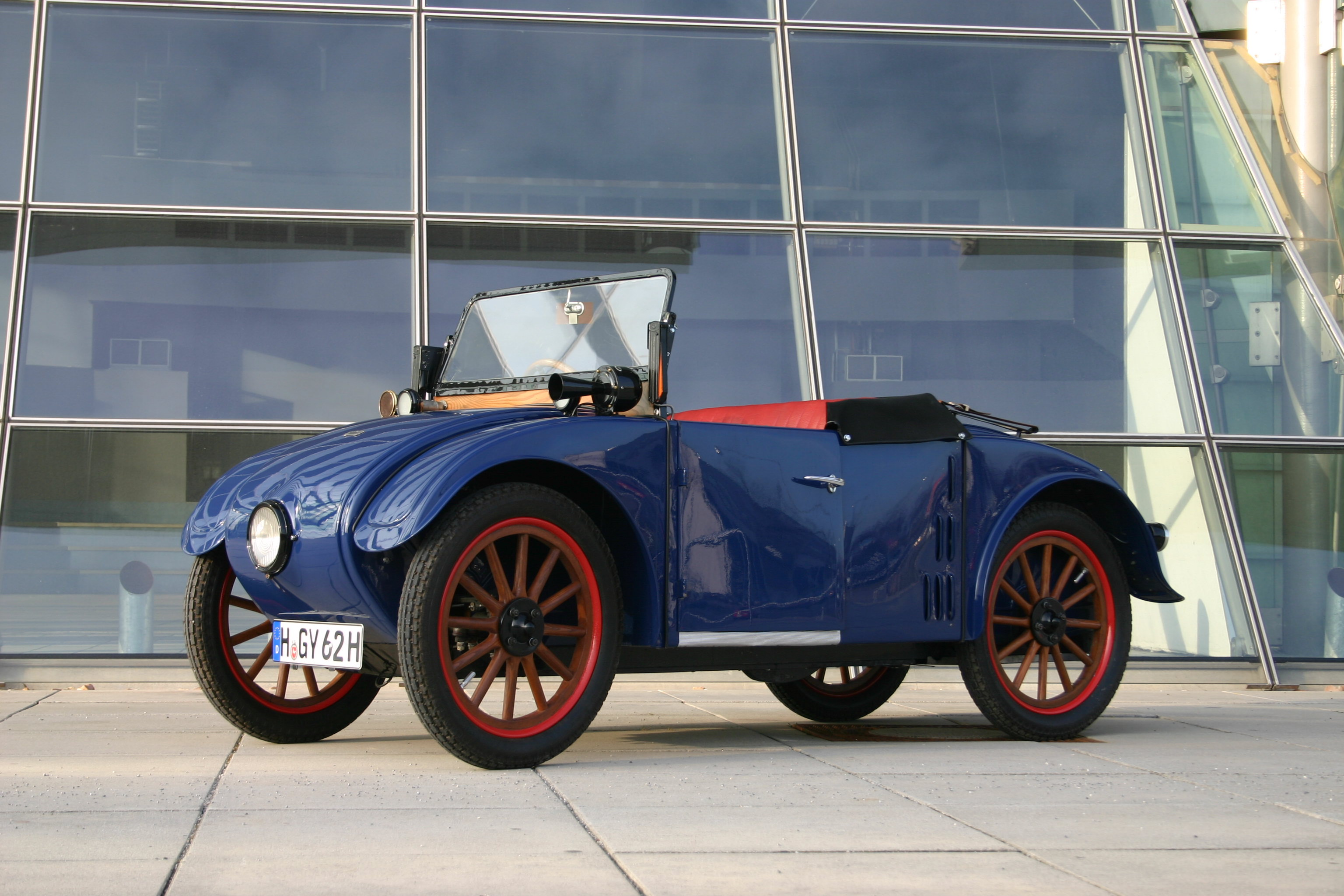
Hanomag Kommissbrot

Hanomag tillverkade personbilar 1924-1941. Bolagets mest kända personbil var den nydanande småbilen 2/10 PS med smeknamnet Komissbrot efter en brödsort. Bilen hade en udda form och bara en strålkastare samt dörr enbart på vänster sida. Den tillhörde de mest bränslesnåla bilarna under mellankrigstiden. Hanomag tillverkade 15 775 stycken exemplar men konkurrenter som Dixi och Opel Laubfrosch var större försäljningsframgångar. Hanomag 3/16 PS följde med en konventionell form.
Hanomag Sturm var den första bilen från bolaget i mellanklassegmentet. 1939 presenterades Hanomag 1,3 Liter som tillverkades fram till 1941 då kriget stoppade produktionen.  Karosskonstruktionen på Volvo PV 444 är influerad av Hanomag 1,3 liter som släpptes 1939, då Volvo köpte in en Hanomag för att studera den självbärande karossen när PV:n skulle konstrueras.
Efter andra världskriget gjordes ett försök att åter tillverka personbilar men det slutade vid prototypen Hanomag Partner baserad på Hanomag 1,3 Liter som visades 1951.

### Lastbilar
Hanomag började tillverka lastbilar 1905. Hanomag L 28 lanserades 1950 med amerikanska förebilder. Modellen kom senare att ersättas av modellerna Hanomag Kurier, Garant och Markant. 1967 lanserades Hanomag F-Reihe.
1961 köpte Rheinstahl Hanomag den tidigare Borgward-fabriken i Bremen. 1965 köpte Hanomag upp Tempo i Hamburg. I Hamburg tillverkades den välkända Harburger Transporter. Hanomag försvann som eget märke under 1970-talet. 1969 slogs lastbilstillverkningen ihop med Henschel som Hanomag-Henschel. 1974 försvann i sin tur detta märke och lastbilarna såldes istället under namnet Mercedes-Benz.

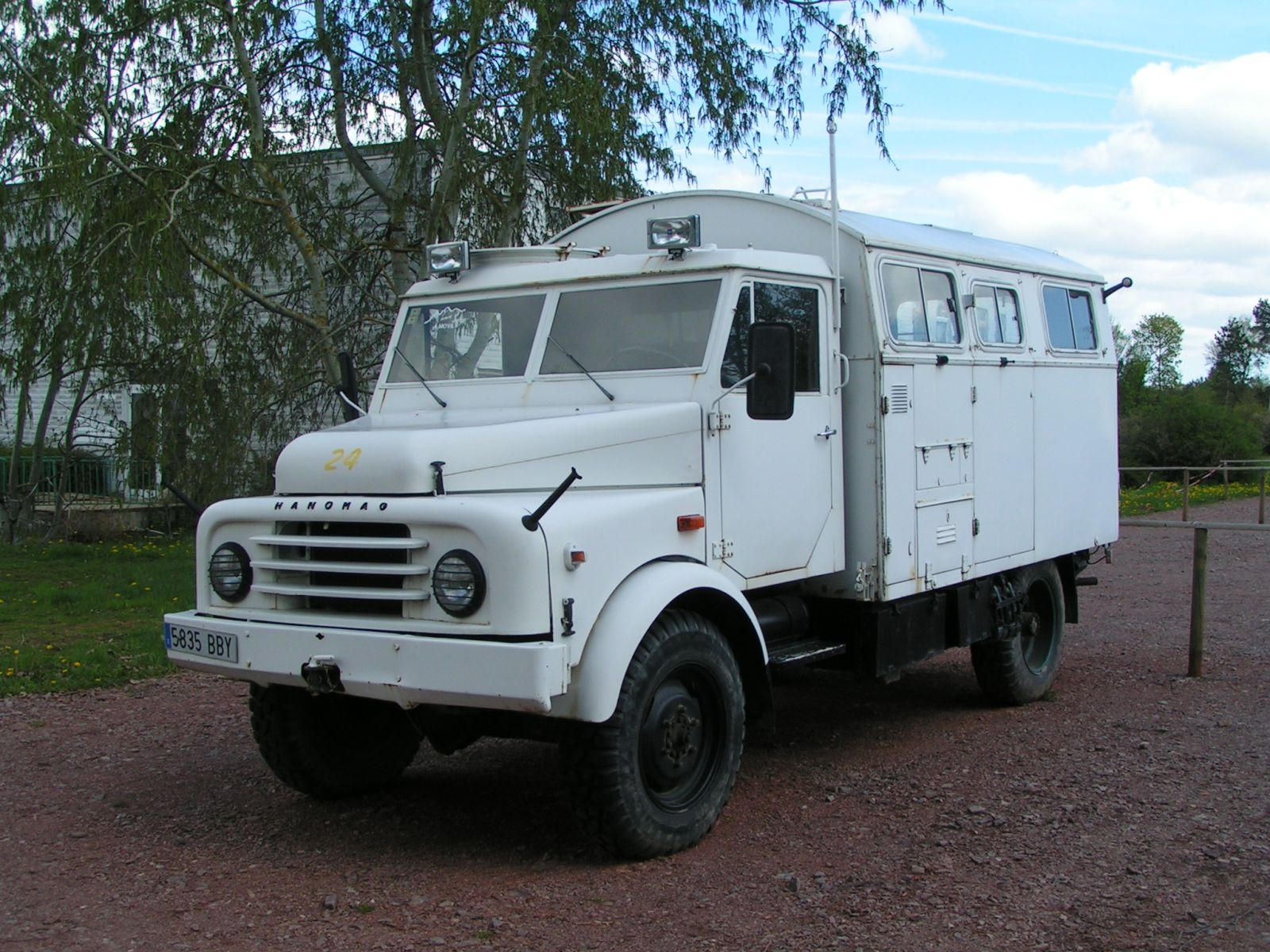
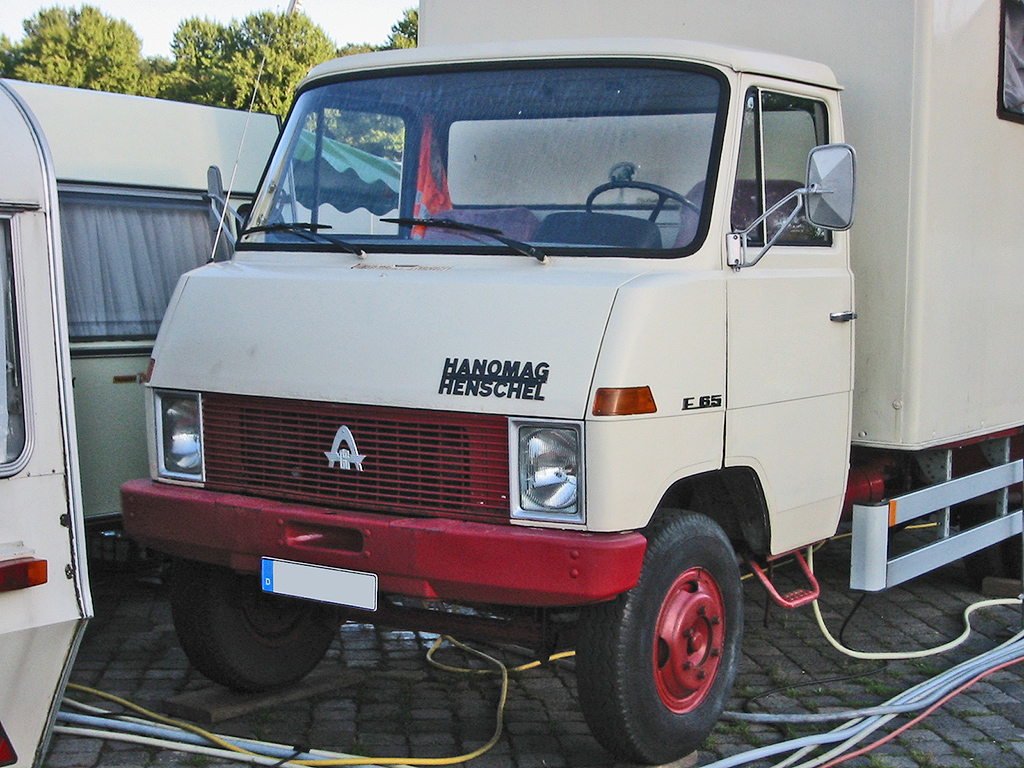
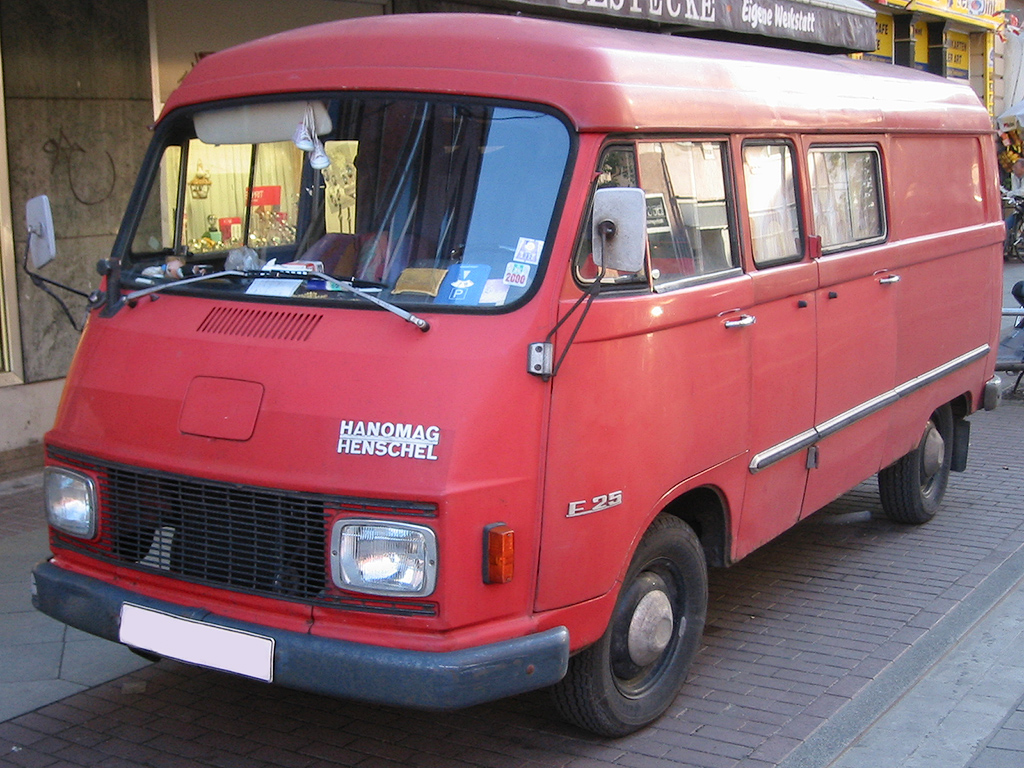

### Traktorer
Traktortillverkningen tillhörde Hanomags mest framgångsrika delar. Hanomag tillverkade 1912-1971 över 250 000 traktorer. 1931 tillverkades den första dieseltraktorn. På 1950-talet var Hanomag marknadsledare i Tyskland. 1951 kom en serie nya traktorer baserad på ett plattformssystem med 2-, 3- och 4-cylindriga motorer. 1953 började bolaget tillverka tvåtaktsdieselmotorer men de blev ingen framgång och försäljningssiffrorna sjönk drastiskt. Utöver tillverkningen i Hannover tillverkades traktorerna i Argentina och licenstillverkades i Spanien.y>aller

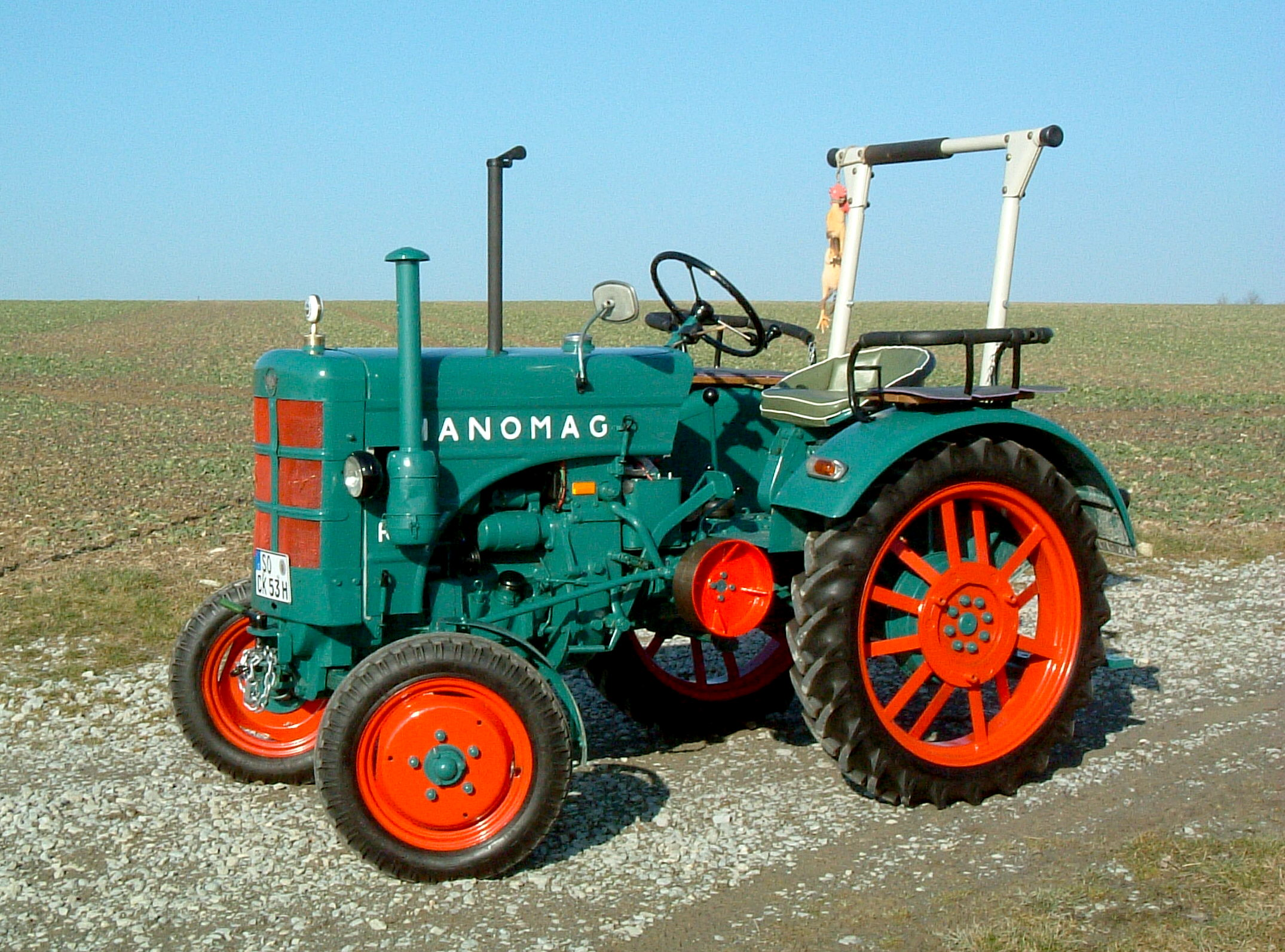
Hanomag r 16
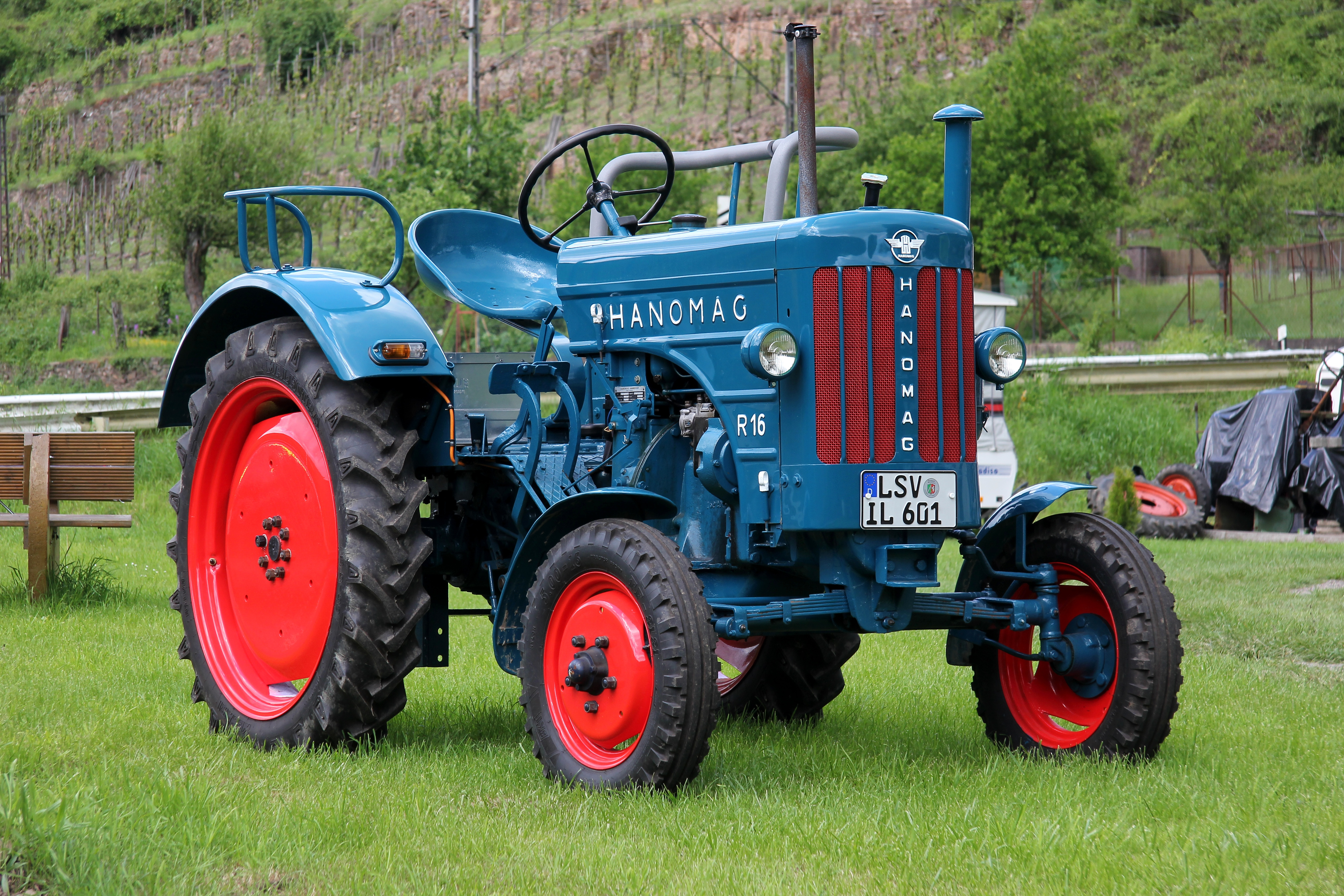
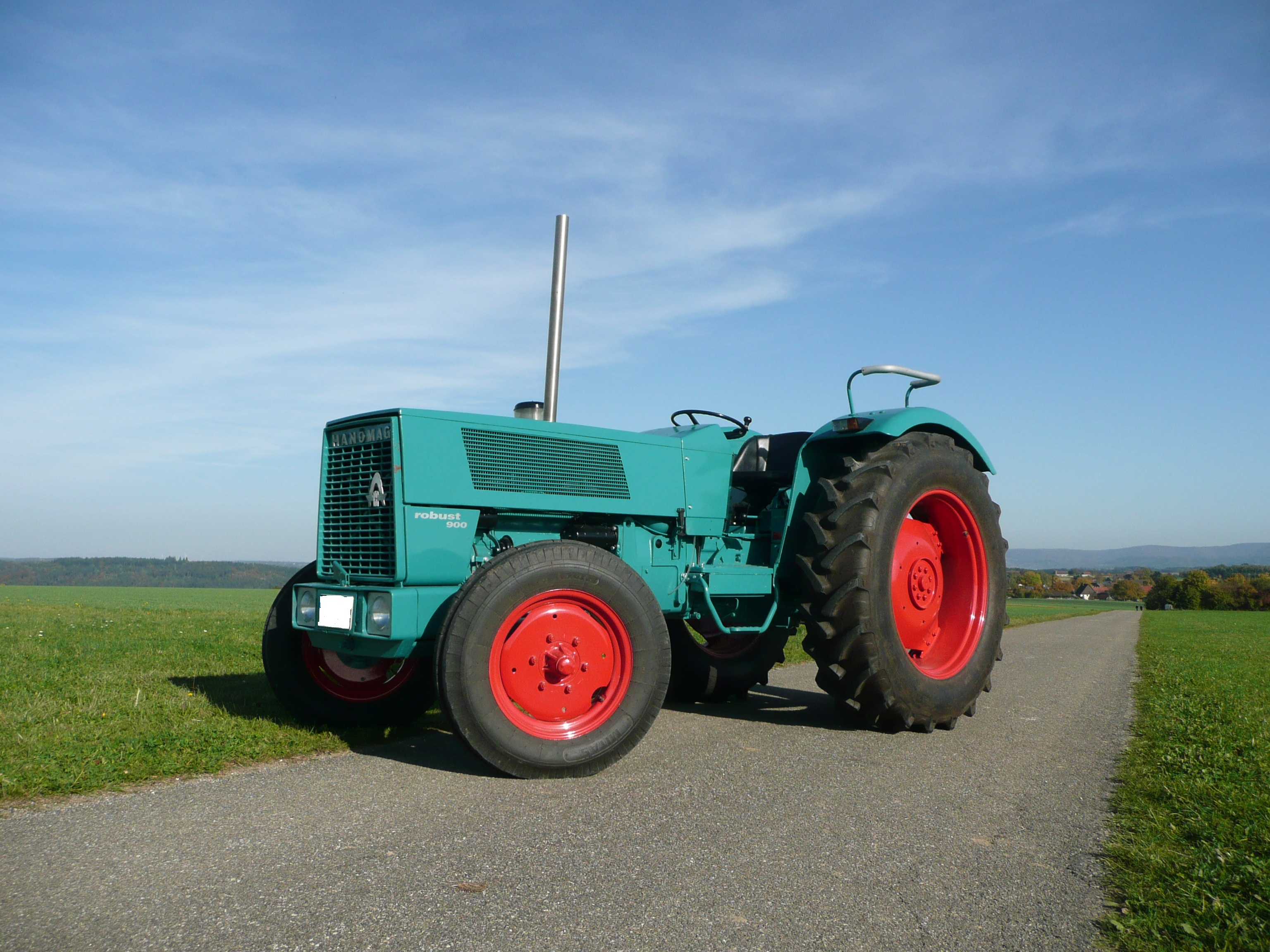

### Anläggningsmaskiner
Hanomag började tillverka anläggningsmaskiner 1931. 1989 gick japanska Komatsu in i Hanomag och bolaget fick det nya namnet Hanomag Komatsu AG - idag Komatsu Deutschland. Anläggningsmaskinerna bär inte längre namnet Hanomag utan enbart Komatsu.